# Бомко, Николай Дмитриевич
Николай Дмитриевич Бомко (укр. Микола Дмитрович Бомко, позывной — Монгол; 22 мая 1973, Селище — 1 июня 2023, Спорное) — украинский военнослужащий, штаб-сержант, участник российско-украинской войны. Герой Украины (2024, посмертно).

## Биография
Родился 22 мая 1973 года в селе Селище Винницкой области. Окончил местную школу, затем учился в Хмельницкой академии пограничных войск и Черновицкой юридической академии.
С 1993 по 2004 год служил в пограничных войсках Украины, в том числе на пункте пропуска «Рава-Русская» на границе с Польшей. В 2004 году основал предприятие «Пидбузька минеральная вода».
После начала полномасштабного вторжения России в Украину в 2022 году вместе с двумя сыновьями добровольно вступил в ряды защитников страны. Служил штаб-сержантом, старшим сержантом 1-го взвода оперативного назначения 8-й роты (на БТР) 3-го батальона оперативного назначения «Свобода» 4-й бригады оперативного назначения «Рубеж» Национальной гвардии Украины.
Погиб 1 июня 2023 года в районе села Спорное Донецкой области. Похоронен в городе Болехов. У Николая остались мать, жена и двое сыновей.

## Награды
- Звание «Герой Украины» с удостоением ордена «Золотая Звезда» (28 июня 2024, посмертно) — за личное мужество и героизм, проявленные в защите государственного суверенитета и территориальной целостности Украины, верность военной присяге[2].